# Martirio di sant'Erasmo
Il Martirio di sant'Erasmo è un dipinto di Nicolas Poussin realizzato tra il 1628 e il 1629, custodito nella Pinacoteca vaticana.

## Storia

### Commissione
Il dipinto fu commissionato in data 5 febbraio 1628 dalla Fabbrica di San Pietro per adornare uno dei tre altari - quello dedicato a Erasmo di Formia - ricavati dalle nicchie del transetto settentrionale della Basilica di San Pietro. In particolare, era pensato per essere posizionato nella parte sinistra del transetto, accanto alla tela del Martirio dei santi Processo e Martiniano di Valentin de Boulogne. La Congregazione richiese a Poussin di adottare la stessa composizione del dipinto che già stava elaborando il Cortona, eccezion fatta per il sacerdote pagano vestito di bianco, che andava spostato lateralmente. Papa Urbano VIII aveva inizialmente considerato Pietro da Cortona per l'incarico, ma alla fine fu scelto Poussin grazie all'intervento del protettore di quest'ultimo, Cassiano dal Pozzo, segretario del cardinale Francesco Barberini (a sua volta nipote del pontefice). Proprio il cardinale Barberini aveva già commissionato al pittore francese altre due tele, la Distruzione del Tempio di Gerusalemme nel 1626 e la Morte di Germanico nel 1627, consolidando la reputazione di Poussin a Roma, dove era giunto quattro anni prima.

### Collocazione originaria
Il Martirio fu concepito come pala per l'altare sinistro del transetto settentrionale della nuova Basilica. Il culto di sant'Erasmo era celebrato nell'antica basilica di San Pietro già dal 1119. Nel 1605, all'interno della nuova costruzione, al santo fu consacrato un altare, dopo che le sue reliquie furono traslate dall'antica basilica alla nuova; tuttavia, tale spazio va considerato scarsamente appropriato e non all'altezza del culto, che pure risultò sempre fervente da parte dei fedeli (e ciò giustificherebbe la presenza continua di sant'Erasmo nelle due basiliche).  
Prima dell'opera di Poussin, già era presente una decorazione, risalente ai tempi di papa Clemente VIII e realizzata in stucco dorato e marmi policromi. La precedente pala era un dipinto, attualmente noto soltanto grazie ad un'incisione di Jacques Callot, datato al 1575 e attribuito ad un oscuro pittore manierista polacco, Thomas Treter. Nondimeno, l'attribuzione e la datazione sono contestate. Presumibilmente, il dipinto del Treter non è stato trasferito dall'altare tra il 1605 e il 1627, ossia nel periodo che va dalla consacrazione dell'altare nella nuova basilica alla realizzazione della tela da parte di Poussin.

### Vicende successive
La tela fu trasferita al Palazzo del Quirinale in una data antecedente al 1763. Nel 1797 se ne appropriarono le truppe francesi di Napoleone e il Martirio fu collocato al Museo del Louvre di Parigi, dove rimase fino al 1817. Fu quindi restituito alla Santa Sede e da subito esposto alla Pinacoteca vaticana, parte dei Musei Vaticani. La pala d'altare è l'unica opera del Poussin che sin dalla sua realizzazione è visibile in un edificio pubblico romano; in aggiunta, è anche l'unica pala ad essere firmata dall'artista.

### Disegni preparatori

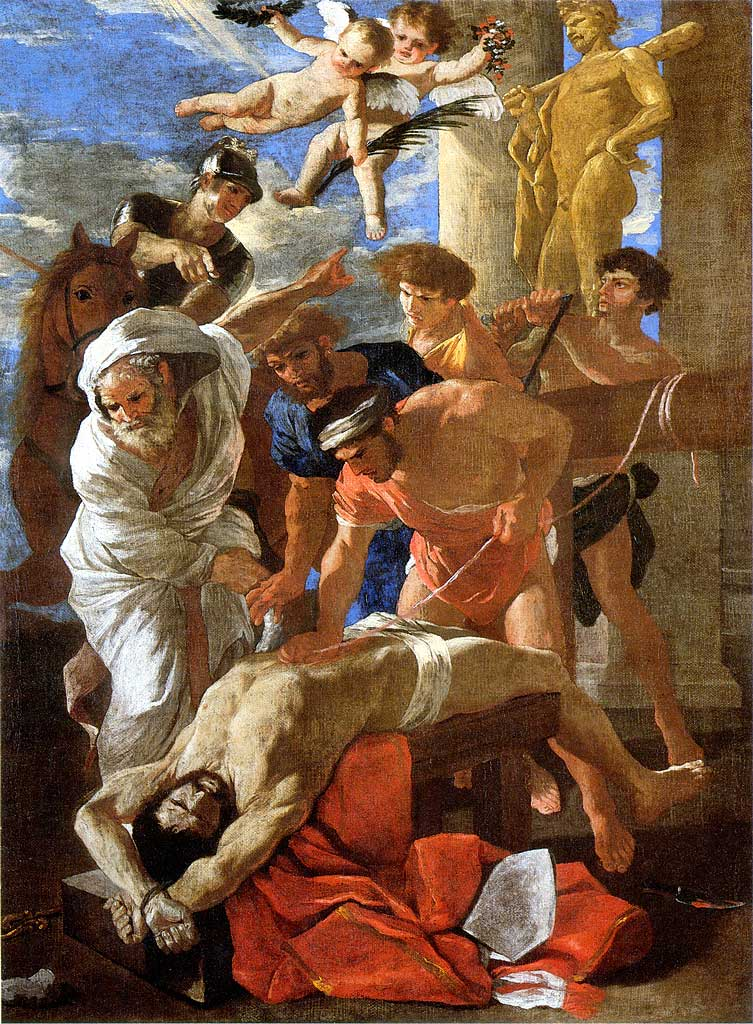
Il modello del Martirio.

Dell'opera sono conservati due disegni preparatori, conservati uno alla Biblioteca Ambrosiana di Milano e l'altro al Gabinetto dei disegni e delle stampe della Galleria degli Uffizi di Firenze. Poussin riprodusse anche una versione preparatoria del dipinto - un modello - che è attualmente conservata alla National Gallery of Canada di Ottawa.

## Descrizione

### Soggetto
Il dipinto rappresenta una delle numerose torture patite da Erasmo di Formia, vescovo di Antiochia vissuto nel III secolo e morto nel 303. Il santo fu condotto in Italia, a Formia, dall'arcangelo Michele e subì le persecuzioni condotte contro i cristiani ai tempi degli imperatori Massimiano e Diocleziano. La tortura rappresentata nella scena non deriva dal Martirologio romano, ma dalla Legenda Aurea di Jacopo da Varazze: l'imperatore Massimiano ordinò che l'uomo fosse legato ad una tavola e che le sue interiora venissero estratte con un argano. Secondo la leggenda, si trattò dell'ultimo supplizio subito prima della morte. L'imperatore lo predispose perché il santo precedentemente non aveva voluto sacrificare agli dei, replicandogli che si rifiutava di "sacrificare agli dei di pietra a cui assomigli". Condotto nel tempio di Giove, la statua sarebbe collassata su se stessa tramutandosi in polvere. Tuttavia, la statua disegnata nella tela, in alto a destra, non raffigura Giove ma Ercole, richiamando l'appellativo dell'imperatore Massimiano, Herculius.

### Analisi
Considerando la sua posizione, si può affermare che il Martirio sia stato concepito per essere osservato principalmente da una precisa angolazione e Poussin sicuramente tenne conto tale peculiarità: l'artista, infatti, strutturò la composizione in maniera obliqua, cominciando dal punto in basso a sinistra - dove è visibile la testa del santo - fino ad arrivare al punto più alto a destra, dove si trova la statua; nel mezzo, il corpo del santo, il sacerdote e i vari personaggi. 
Poussin, pur non insistendo sull'aspetto orrifico della scena (piuttosto rimarca la stoica resistenza di Erasmo), la presenta in maniera cruda ed esplicita e ciò risulta evidente anche dal punto di vista cromatico: il rosso del sangue del santo si unisce a quello dei suoi abiti vescovili gettati a terra e alla veste del suo esecutore. Il sacerdote vestito di bianco, posizionato di fronte a Erasmo, indica con la mano sinistra l'idolo pagano di Ercole, che il vescovo si era rifiutato di adorare; attorno a questi primi tre personaggi si apre una folla di figure che rende la scena concitata, pur mantenendo un certo rigore nella composizione. A sinistra, un soldato a cavallo indica il santo, sovrastato dalla discesa di due angeli che portano i simboli del martirio, la palma e la corona.
Il martirio - dal greco μάρτυς, «testimone» - testimonia il sacrificio di Cristo e la forza della fede. Poussin in questo caso seguì i disegni preparatori del Cortona e si lasciò influenzare dalle grandi pale d'altare della scuola veneziana e ciò è sottolineato, in particolar modo, dal cromatismo.